# Vladimir Belokourov
Pour les articles homonymes, voir Belokourov.
Vladimir Viacheslavovich Belokourov (en russe : Влади́мир Вячесла́вович Белоку́ров), né le 8 juillet 1904 dans le gouvernement de Kazan et mort le 28 janvier 1973 à Moscou, est un acteur soviétique. Lauréat du prix Staline en 1951.

## Filmographie
- 1941 : Valeri Tchkalov (Валерий Чкалов) de Mikhaïl Kalatozov : Valeri Tchkalov
- 1947 : L'Institutrice du village (Сельская учительница) de Marc Donskoï : Boukov
- 1950 : Mission secrète (Секретная миссия, Sekretnaya missiya) de Mikhaïl Romm : Martin Bormann[2]
- 1957 : Le Duel (Поединок) de Vladimir Petrov : capitaine Ditz
- 1959 : Des soldats marchaient : Le Général
- 1960 : Les Âmes mortes (Miortvye douchi) de Leonid Trauberg : Pavel Tchitchikov
- 1960 : La Croisière tigrée (Полосатый рейс) de Vladimir Fetine : Alekseï Stepanovitch
- 1960 : Résurrection (Воскресение, Voskresenie) de Mikhail Schweitzer : Maslennikov
- 1964 : À travers le cimetière (Через кладбище) de Viktor Tourov
- 1965 : Ouvrez, on sonne (Звонят, откройте дверь,Ouvrez, on sonne) de Alexandre Mitta : violoniste Serguei
- 1968 : Les Nouvelles Aventures des insaisissables (Новые приключения неуловимых) de Edmond Keossaian : conférencier